# Noë Dussenne
Noë Dussenne (* 7. April 1992 in Mons) ist ein belgischer Fußballspieler. Der Innenverteidiger steht aktuell beim FC Lausanne-Sport unter Vertrag.

## Karriere
Dussenne spielte als Jugendlicher zuletzt beim RAEC Mons in seiner Geburtsstadt. Noch als Jugendspieler gehörte er in der Saison 2010/11 zum Kader von Mons bei den Aufstiegsspielen zur ersten Division und stand beim 2:1-Sieg im letzten entschiedenen Aufstiegsspiel gegen KSVK United am 27. Mai 2010 zum ersten Mal in seiner Karriere direkt während des gesamten Spiels auf dem Platz.
In den nächsten zwei Spielzeiten spielte er nur wenige Spiele für Mons in der ersten Division. Zur Saison 2012/13 wurde er an den AFC Tubize ausgeliehen, der damals in der Zweiten Division spielte. Dussenne stand in 28 von 34 Spielen in der Startelf. Entsprechend wurde im März 2013 eine Vertragsverlängerung mit Mons vereinbart. Er kehrte dabei in der Saison 2013/14 nach Mons zurück. In der neuen Saison entwickelte er sich bei Mons zum Stammspieler. Mons belegte am Ende der Saison mit fünf Punkten Rückstand den letzten Tabellenplatz und stieg ab.
Dussenne wechselte zur Saison 2014/15 mit einer Vertragslaufzeit von drei Jahren zu Cercle Brügge, der sich vom Vorjahr nur gerade vor dem Abstieg retten konnte. In Brügge stand er bei 30 von 34 Spielen auf dem Platz. Nachdem am Saisonende Cercle Brügge die Abstiegsrunde verlor und in die Zweite Division abstieg. 
Darauf wechselte er zum Ligakonkurrenten Royal Mouscron-Péruwelz und bestritt dort 38 der 40 Saisonspiele. Lediglich in zwei Spielen, wo er aufgrund von fünf gelben bzw. einer rot-gelben Karte gesperrt war, spielte er nicht.
Im August 2016 wechselte Dussenne nach Italien zum FC Crotone und unterschrieb dort einen Vertrag für drei Jahre. Der Verein war in dieser Saison 2016/17 in die Serie A, der höchsten italienischen Liga, aufgestiegen. Bei den meisten Spielen saß er dort aber auf der Ersatzbank, ohne eingewechselt worden zu sein.
Ende August 2017 wurde er für ein Jahr zurück in sein Heimatland zum KAA Gent ohne Kaufoption ausgeliehen. Dort wurde er aber nur bei vier Liga- und zwei Pokalspielen bis Dezember 2017 eingesetzt. Im Rest der Saison stand er teilweise noch nicht einmal im Spieltagskader.
Nach Ablauf der Leihe gehörte Dussenne wieder zum Kader des FC Crotone. Nachdem er in der Saison 2018/19 in den ersten zwei Spielen nicht auf dem Platz gestanden hatte, wurde ein endgültiger Wechsel zurück nach Belgien vereinbart. Er unterschrieb erneut einen Vertrag bei Royal Excelsior Mouscron, diesmal für zwei Jahre mit der Option der Verlängerung für ein weiteres Jahr. Dort wurde er wieder vermehrt tatsächlich eingesetzt.
Im August 2019 wechselte er nach Standard Lüttich. Nachdem er für den Verein zwei Spiele bestritten hatte, verletzte er sich Ende August 2019 im Training. Infolge des Kreuzbandrisses fiel er für zwölf Monate aus, so dass er erst am 24. September 2020 beim Europa-League-Qualifikationsspiel gegen FK Vojvodina Novi Sad seinen nächsten Pflichtspieleinsatz für Standard hatte. Entsprechend bestritt er in der Saison 2020/21 23 von 40 möglichen Ligaspielen für Standard, in denen er zwei Tore schoss, sowie zwei Pokalspiele und sieben Europapokal-Spiele. In der nächsten Saison waren es 20 von 34 möglichen Ligaspielen mit einem Tor und ein Pokalspiel. In der Saison 2022/23 bestritt er 34 von 40 möglichen Ligaspielen für Standard, in denen er fünf Tore schoss, sowie zwei Pokalspiele.
Ende Juni 2023 wechselte er zum FC Lausanne-Sport, der zur Saison 2023/24 in die Super League, die erste Schweizer Liga, aufgestiegen war, und unterschrieb dort einen Vertrag mit einer Laufzeit von drei Jahren.

## Nationalmannschaft
Bei einem Freundschaftsspiel gegen Russland bestritt Dussenne am 15. August 2012 sein einziges Länderspiel für die belgische U-20-Nationalmannschaft. Altersbedingt kann es hier zu keinen weiteren Spielen kommen.
In die A-Nationalmannschaft wurde er bisher noch nicht berufen.